# Binzhou
Binzhou (滨州市) is een stad in de gelijknamige prefectuur in het noorden van de provincie Shandong in China. Bij de volkstelling van 2020 had de stad 646.461 inwoners, de gehele prefectuur had 3.928.568 inwoners.
De prefectuur bestaat uit één stadsdistrict (Bincheng) en zes counties. Behalve landbouw in de delta van de Gele Rivier, is er onder andere textielindustie en een autofabriek.

## Galerij

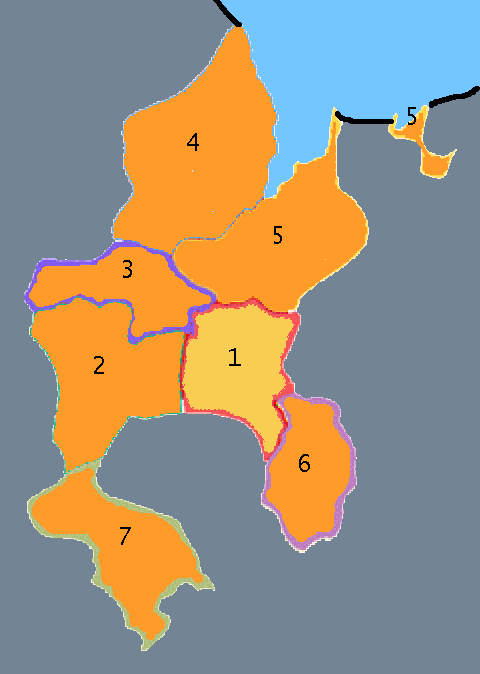
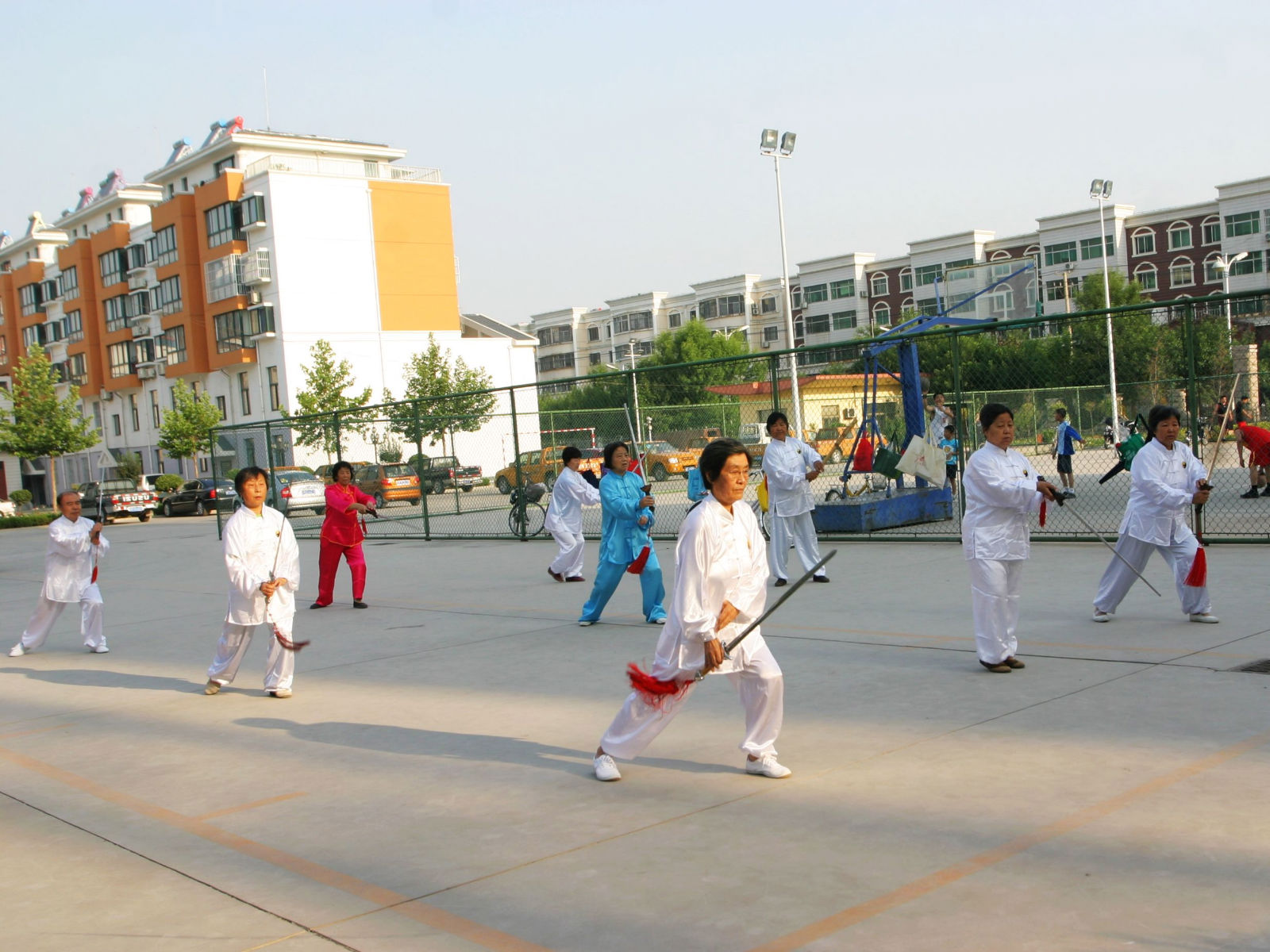
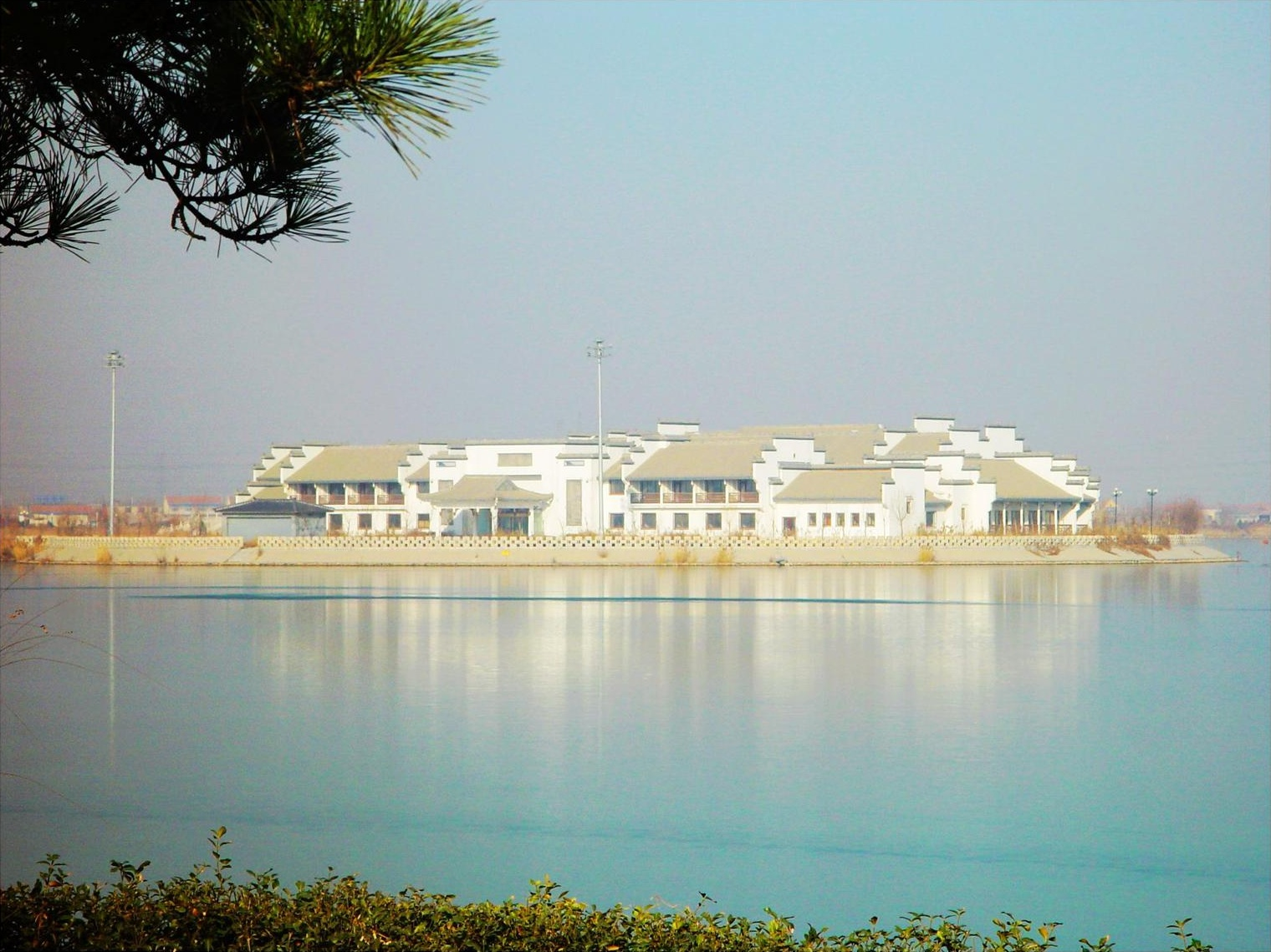